# Кайынды (Актюбинская область)
Кайынды (каз. Қайыңды, до 199? г. — Новогоднее) — село в Мугалжарском районе Актюбинской области Казахстана. Административный центр Кайындинского сельского округа. Код КАТО — 154847100.

## Население
В 1999 году население села составляло 991 человек (509 мужчин и 482 женщины). По данным переписи 2009 года, в селе проживали 723 человека (382 мужчины и 341 женщина).

## Инфраструктура
Между посёлками Шубакудук и Кайынды в 1941-1975 гг. разрабатывалось Жаксымайское нефтяное месторождение